# 長尾輝景
長尾 輝景（ながお てるかげ）は、安土桃山時代の武士。白井長尾氏9代当主。

## 略歴
長尾憲景の次男であったが兄・憲春に代わって嫡男となる。越後国の上杉輝虎（謙信）に仕えて偏諱を受け輝景と名乗る。
謙信の死後、真田昌幸ら甲斐武田氏の勢力に攻められて居城の白井城を奪われると、父・憲景は形式上、家督を輝景に譲る形で武田氏に屈した。天正10年（1582年）に武田勝頼が織田信長に滅ぼされると、直ちに上野国を任された織田氏重臣滝川一益と結んで白井城を奪還した。本能寺の変後は、後北条氏について弟・鳥房丸（のちの政景、景広）を人質として差し出した。
天正11年（1583年）、父・憲景が没すると、家臣の中からは北条氏政に寵愛を受けている鳥房丸を当主に迎えるべきであるとする意見の派閥が現れ、輝景派の家臣団と対立した。それは元服して氏政の一字を受け政景と名乗った鳥房丸が天正13年（1585年）に帰国した事で一層強くなった。その後、政景と親北条派の重臣が輝景派の重臣を謀殺すると、輝景は親北条派重臣の出仕を停止するなど家中の緊張が高まった。
天正17年（1589年）、輝景が病気で倒れると、親北条派は強引に輝景を隠居させて政景を当主に立てた。ただし、同年暮に輝景が豊臣秀吉に対する備えの強化を指示する発給文書が存在するため、この家督継承を史実ではないとする説もある。いずれにしても翌年の秀吉の小田原征伐によって北条氏が没落すると、白井長尾氏の領地も没収となり、輝景は越後の上杉景勝を頼って再び上杉氏に仕えることとなった。
後に弟の景広（政景から改名）も景勝に仕えたためにこれを後継者とした。慶長3年（1598年）に景勝から所領安堵状を受けたのを最後に記録から姿を消して景広が当主として登場するため、この安堵状の後に没したと考えられている。